# Grabos I
Grabos I was een Illyrische koning. Hij of zijn zoon (waarschijnlijk Sirras) waren de leiders van de Illyriërs die de Lyncestiërs steunden tegen de Macedoniërs in 423 v.Chr. De Illyrisch-Lyncestische troepen versloegen de Macedonisch-Spartaanse alliantie.